# Vliegveld Ypenburg

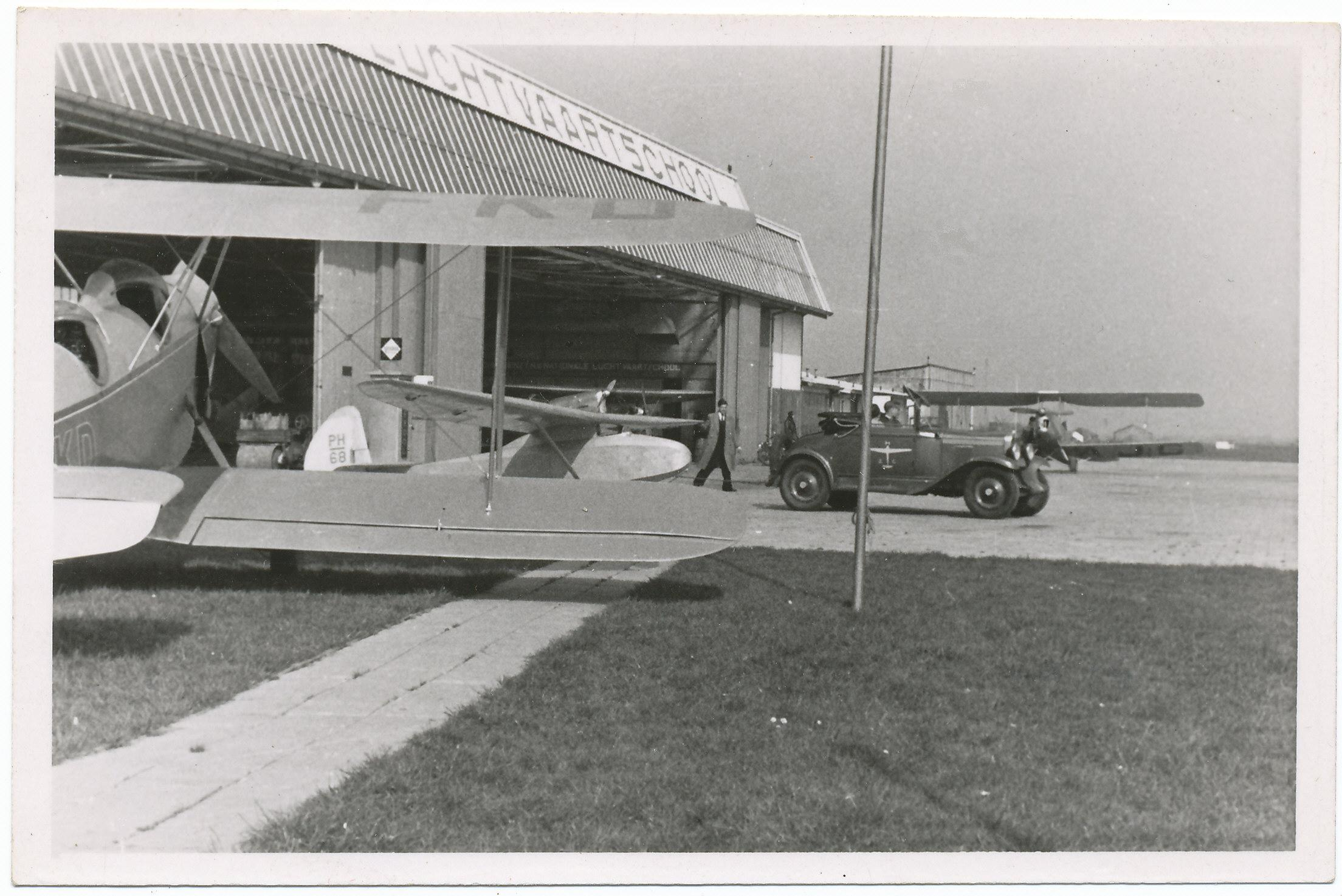
Nationale Luchtvaartschool met een Koolhoven F.K. 46, omstreeks 1939

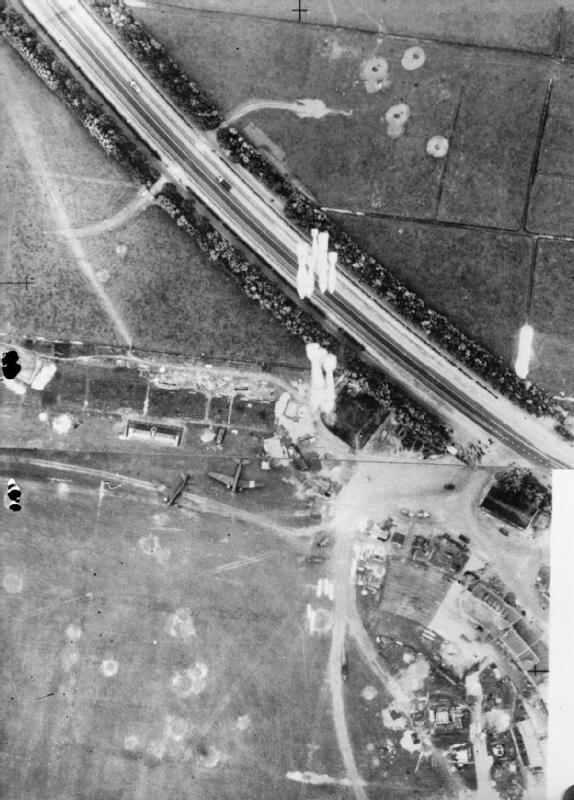
Bombardement vliegveld Ypenburg door de RAF

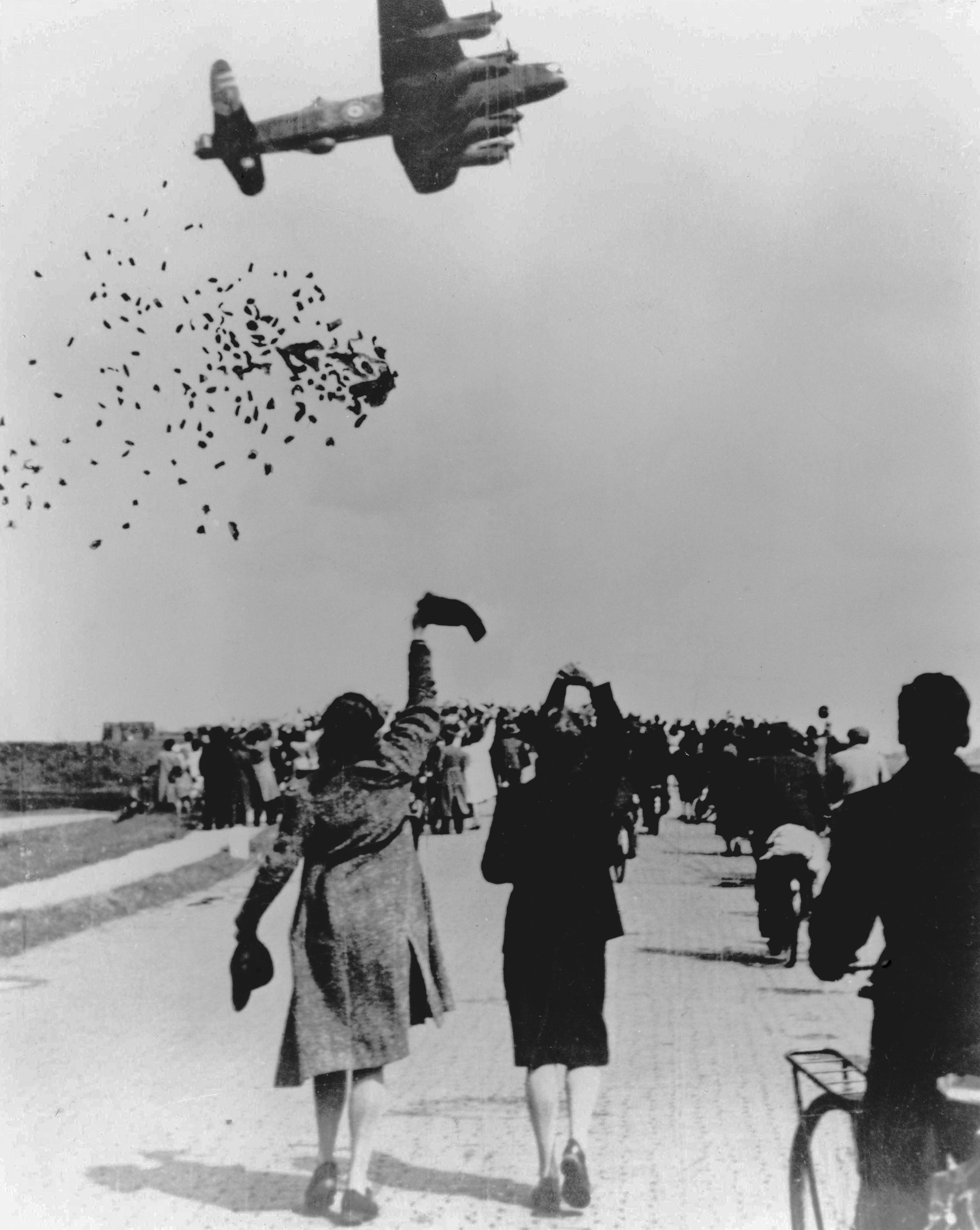
Een Avro Lancaster trekt weer op, nadat boven Ypenburg voedsel is gedropt

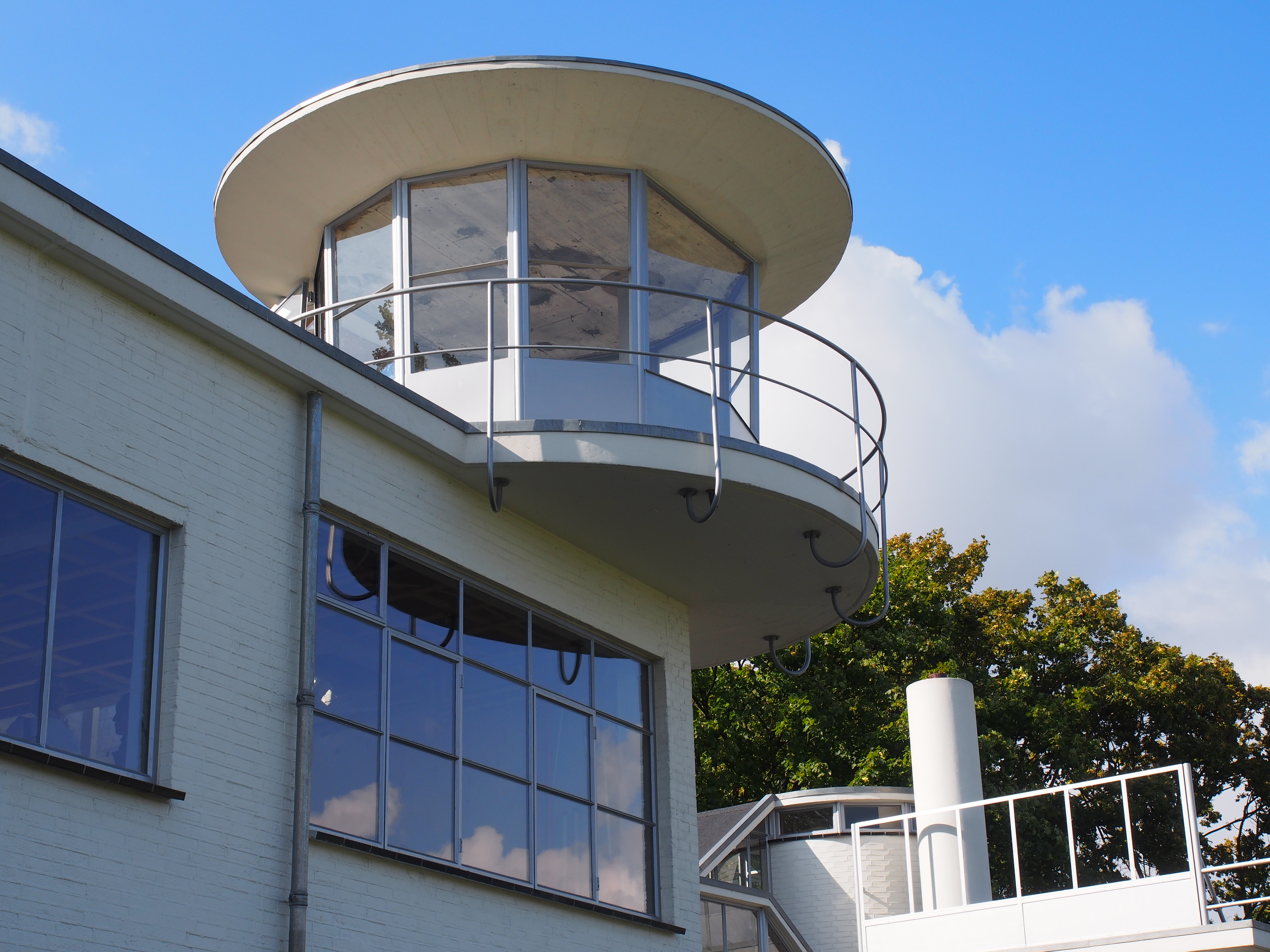
Toren van het stationsgebouw Ypenburg uit 1936 (foto gemaakt 2014)

Vliegveld Ypenburg was een Nederlands vliegveld in de gemeente Rijswijk (Zuid-Holland). Het was in bedrijf van 1936 tot 1991, aanvankelijk als civiel en later als Vliegbasis Ypenburg een militair vliegveld. Gedurende de Tweede Wereldoorlog was het bekend als Flugplatz Den Haag.
Het dankte zijn naam aan de 17e-eeuwse buitenplaats Ypenburg, die aan de Steenweg (nu Delftweg) van Den Haag naar Rotterdam lag. Vliegveld Ypenburg lag in de gemeente Rijswijk en na uitbreidingen deels op het grondgebied van de gemeenten Nootdorp en Leidschendam. Het gebied werd begrensd door Rijksweg 13, Rijksweg 12, Rijksweg 4 (na het gereedkomen hiervan) en de Brasserskade.

## Geschiedenis

### Aanvang
Op 22 februari 1936 werd door de Rijswijkse burgemeester Jacques van Hellenberg Hubar officieel een werkverschaffingsproject geopend voor de aanleg van het vliegveld Ypenburg. Er waren percelen grond in de Oude Broekpolder aangekocht door Grondmij Ypenburg, een samenwerkingsverband tussen de Haagsche Aeroclub, de bank Heldring & Pierson, de Rotterdamsche Aero Club en particulieren. Op 29 augustus 1936 verrichtte minister van Waterstaat, jhr. O.C.A. van Lith de Jeude, de officiële opening van het sportvliegveld. Hij gaf hierbij tevens aan dat het eventueel als uitwijkhaven, noodlandingsterrein en zelfs voor militaire doeleinden, gebruikt zou kunnen worden.
Naast een hangar voor stalling en onderhoud van de vliegtuigen was er een stationsgebouw in functionalistische stijl naar ontwerp van de architecten Brinkman en Van der Vlugt, waarin onder meer een restaurant was ondergebracht. Vanaf het dakterras en een tribune hadden dagjesmensen een goed uitzicht op de activiteiten van de Nationale Luchtvaart School (NLS). Ook de parkeerstrook langs de Rijksweg 13 bood een goed uitzicht.

### Vliegfeesten
Al vanaf de opening vonden er vliegfeesten plaats: het eerste bij de opening, een maand later gevolgd door een jeugdvliegfeest. Hierbij namen militaire toestellen van de Luchtvaartafdeeling ook burgertoestellen uit binnen- en buitenland deel. Dit trok veel regionaal bekijks. De KLM verzorgde rondvluchten boven Den Haag. 
In 1937 organiseerde de Bond van Nederlandsche Zweefvliegclubs een nationale zweefvliegdag op 2e Pinksterdag. 
Ter gelegenheid van het veertigjarig regeringsjubileum van koningin Wilhelmina vond in 1938 weer een druk bezocht vliegfeest plaats met veel vliegdemonstraties. 
Vanwege de politiek onrust en naderende oorlogsdreiging werden daarna geen vliegfeesten meer georganiseerd.
Na de Tweede Wereldoorlog vonden vanaf 1945 weer vliegfeesten plaats. Vanaf 1949 werden deze gevolgd door de ILSY-vliegfeesten die door de KNVvL werden georganiseerd.

### Duitse bezetting
Ypenburg was in 1936 begonnen als een vliegveld voor sport- en zakenvliegtuigen. Toen de politieke en militaire situatie aan het einde van de jaren dertig zich wijzigde, kreeg het in 1939 bij de mobilisatie de militaire status, en nam de Luchtvaartafdeeling er zijn intrek.
Op 10 mei 1940 werden het vliegveld en omliggende gebouwen onder vuur genomen door de Luftwaffe en vonden er luchtlandingen plaats van Junkers Ju 52/3m troepentransportvliegtuigen en parachutisten. Tijdens de Slag om Den Haag woedde op en rond het veld enkele dagen strijd, waarbij Ypenburg beurtelings in Duitse en in Nederlandse handen viel. Na de Nederlandse capitulatie werd het veld bezet en omgedoopt tot Flugplatz Den Haag.
De Luftwaffe breidde het uit tot 115 hectare. Als fundering werd puin van gebombardeerde Rotterdamse huizen gebruikt. Er werden bunkers en houten barakken gebouwd. Klei- en veenlagen werden afgegraven, waarna 500.000m3 zand werd gestort. Het vliegveld werd echter geregeld door vliegtuigen van de RAF gebombardeerd waardoor de drainage onklaar raakte en het onbruikbaar werd. Om eventuele landingen van geallieerden onmogelijk te maken, werd het veld aan het eind van 1944 doorgraven met sloten. In februari 1945 werd Ypenburg voor het lanceren van V-1s gereedgemaakt. Het vliegveld werd hernoemd tot Stellung 538, en de eerste lanceringen vonden op 3 maart 1945 plaats. De RAF voerde op 20 maart en 23 maart bombardementen op de lanceringsfaciliteiten uit.
Na het op 30 april 1945 gesloten en op 1 mei 1945 getekende Akkoord van Achterveld fungeerde het terrein als een van de elf afwerpterreinen voor voedseldroppings bij de operatie Manna en Chowhound.

### Herrijzenis
Na de bevrijding van Nederland herstelde de N.V. Grondmaatschappij Ypenburg de schade, in samenwerking met de Nederlandse Heidemaatschappij. Daarna keerde de NLS (later Rijksluchtvaartschool) van 1946-1954 terug. In deze periode was ook het Opkomstdepot Luchtstrijdkrachten uit Eindhoven op Ypenburg gevestigd. Dit deed eerst de keuring van oorlogsvrijwilligers voor de strijd tegen Japan, en daarna die voor de uitzending naar Nederlands-Indië.
Bij vrijgave voor de burgerluchtvaart kocht Frits Diepen het terrein van de eerdere eigenaren, de gebroeders Kok. Hij vestigde er in 1946 zijn bedrijf Avio-Diepen en het veld werd ondergebracht in de N.V. Vliegveld Ypenburg, met als aandeelhouders de gemeenten Rijswijk en Den Haag. Om het vliegveld zonder subsidies te kunnen exploiteren werd geopperd het uit te breiden tot een luchthaven met een zogenaamde E-klasse. Dit ging niet door vanwege de uitbreiding van het 10 kilometer zuidelijker gelegen vliegveld Zestienhoven. Om toch tot verantwoorde exploitatie te komen werd met het ministerie van Oorlog onderhandeld over aanleg van een verharde start- en landingsbaan van 2400 meter en overname van het vliegveld. Na de overname werd Ypenburg een vliegbasis, met het vliegtuigonderhoudsbedrijf Avio-Diepen als civiel medegebruiker. De NLS verhuisde naar Zestienhoven, en de nieuwe startbaan werd in 1955 in gebruik genomen. In de periode 1970-1980 werd de Luchtmacht Stafschool (L.S.S.) in het hoofdgebouw gevestigd.
Het vliegveld werd gebruikt door de squadrons 298, 299 en 300 van de Groep Lichte Vliegtuigen (GPLV). 298 squadron werd ingezet als Search And Rescue/Tactical Air Rescue-detachement. Verder vond ook het 334 Transport Squadron er onderdak. Ook vonden regelmatig test- en calibratievluchten plaats van toestellen die bij Avio-Diepen in onderhoud waren en tot en met 1957 werd periodiek de ILSY (Internationale Luchtvaart Show Ypenburg) georganiseerd.
Na verplaatsing van het GPLV-detachement verminderden als gevolg van bezuinigingen en wegens toenemende geluidsoverlast de activiteiten. Vanaf 1968 was Ypenburg een slapende basis die alleen werd gebruikt voor ceremonieel bij landingen van het Nederlands regeringstoestel en van buitenlandse staatshoofden, ministers en andere autoriteiten. Er werd met sport- en zweefvliegtuigen gevlogen en vliegtuigmodelbouwclubs hadden er hun onderkomen. Bij de zuidelijke poort van de basis, aan de Brasserskade, waren onder meer het Instituut Defensie Leergangen (IDL) en de politieverbindingsdienst (PVD) met een meldkamer en technische dienst, en de uitvalsbasis van de toenmalige Porschegroep district West van de Algemene Verkeersdienst (AVD) van het Korps Rijkspolitie gevestigd.
In 1990 werd besloten het vliegveld te sluiten. In 1991 was Ypenburg het eerste vliegveld dat als gevolg van defensiebezuinigingen en het einde van de Koude Oorlog definitief werd gesloten.

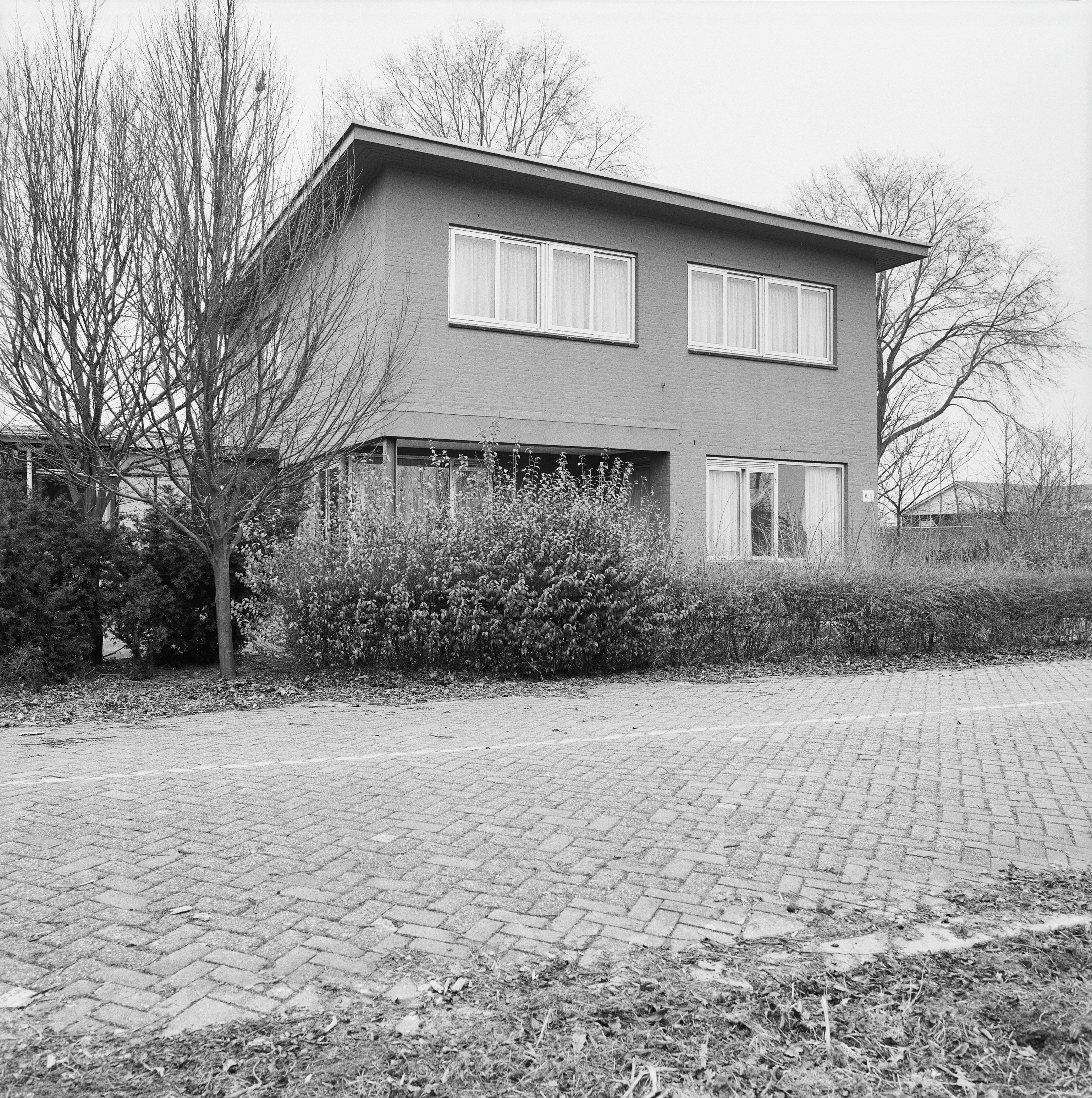
Directeurswoning vliegveld Ypenburg

De daadwerkelijke sluiting van Vliegbasis Ypenburg vond plaats op 1 maart 1992. Het terrein kwam onder verantwoordelijkheid van de Dienst Gebouwen, Werken en Terreinen van het ministerie van Defensie. Deze dienst had als taak de sloop van alle vliegveldinstallaties, waarbij het stationsgebouw vanwege de geschiedkundige waarde ter nagedachtenis aan de Slag om Den Haag in 1940 en de voedseldroppings in 1945, en de verkeerstoren gehandhaafd dienden te blijven.

Het stationsgebouw, de verkeerstoren, en een Tobrukbunker zijn rijksmonumenten, evenals de extern gelegen directeurswoning, die door M. Zwanenburg in de stijl van de nieuwe zakelijkheid werd ontworpen, en die later in gebruik was als portierswoning.
Vliegbasis Ypenburg stond ook bekend vanwege het zweefvliegen, de ZCR (Zweefvliegclub Rotterdam) vloog samen met de DSA (Delftse studenten aeroclub) op Ypenburg, van 1958 tot de sluiting van het vliegveld in 1992.

## Na de sluiting

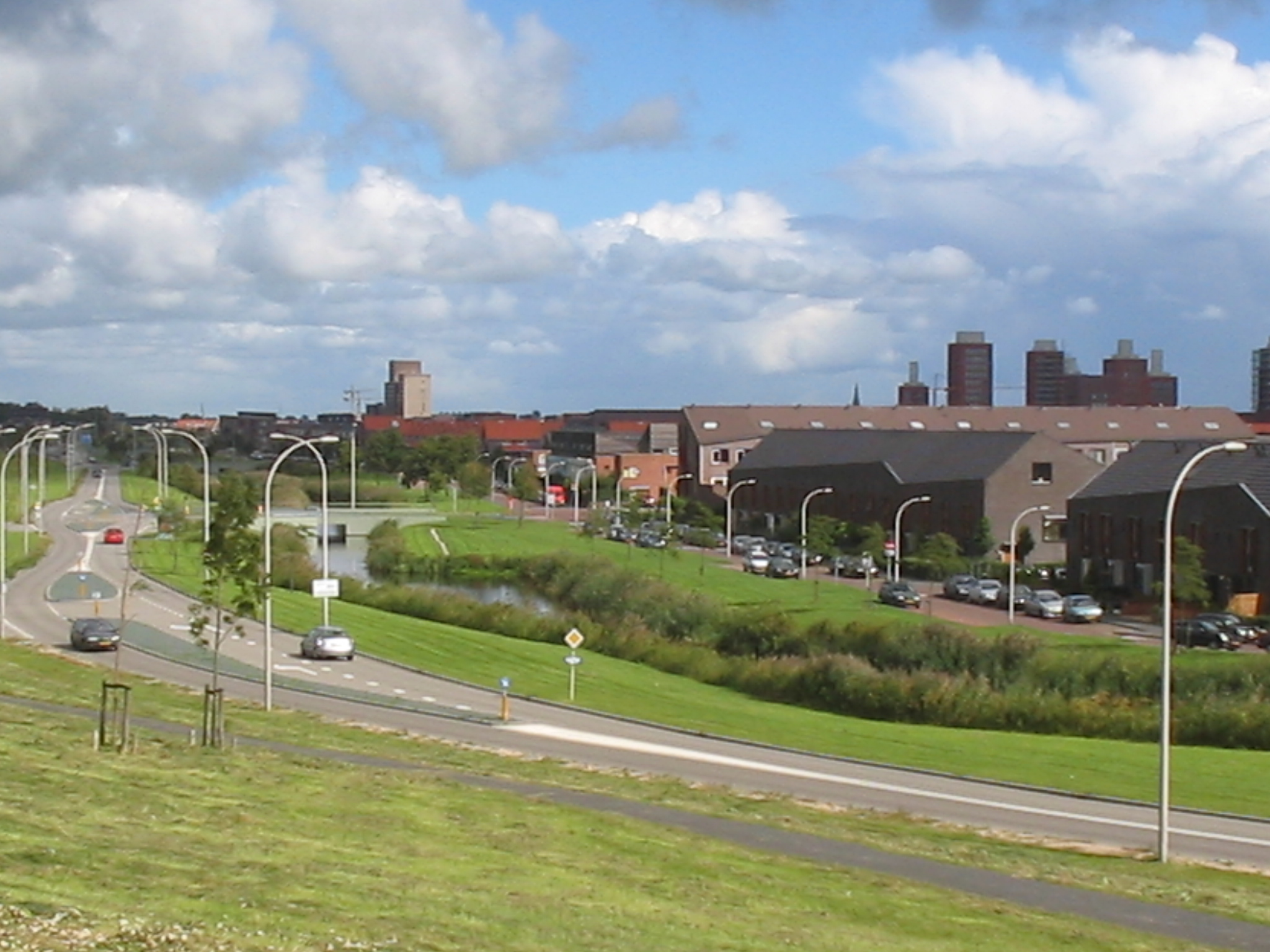
Ypenburg, de Singel/Ypenburgse Bosbaan, een vroegere taxibaan voor vliegtuigen.

Na sluiting van de basis werd het oude B-kamp bij de voormalige zuidpoort aan de Brasserskade, omgebouwd tot het Instituut Defensie Leergangen (IDL). Dit instituut werd na samengaan met KMA en KIM verplaatst naar Breda, en in 2013 kwam Stichting Historische Verzameling Instituut Defensie Leergangen (kunstobjecten) ervoor in de plaats.
De historische hangar uit 1936 - een rijksmonument - werd gedemonteerd en weer opgebouwd bij vliegveld Hoogeveen, waar hij nu historische vliegtuigen huisvest.

### Bebouwing van het terrein
In 1991 kwam onder de Vierde Nota Ruimtelijke Ordening Extra (VINEX) een samenwerkingsverband tot stand tussen de gemeenten Rijswijk, Nootdorp en Den Haag, met het oog op bebouwing van het terrein met bedrijven en ruim 10.000 woningen voor bewoners uit de regio. Door onderlinge conflicten, grondruil en grenscorrecties (annexaties) duurde het tot 1995 voordat alle partijen akkoord waren. Nadat het terrein door het Ministerie van Defensie was afgestoten werd tot bebouwing overgegaan.

### Archeologische vondsten
Tijdens het bouwrijp maken van het terrein deden de gemeentelijke archeoloog van Rijswijk en zijn team belangrijke vondsten, zoals een grafveld met de resten van 42 individuen uit de nieuwe steentijd op een oude landinwaartse duinenrij, waarvan het bestaan onbekend was.

### Monument stationsgebouw

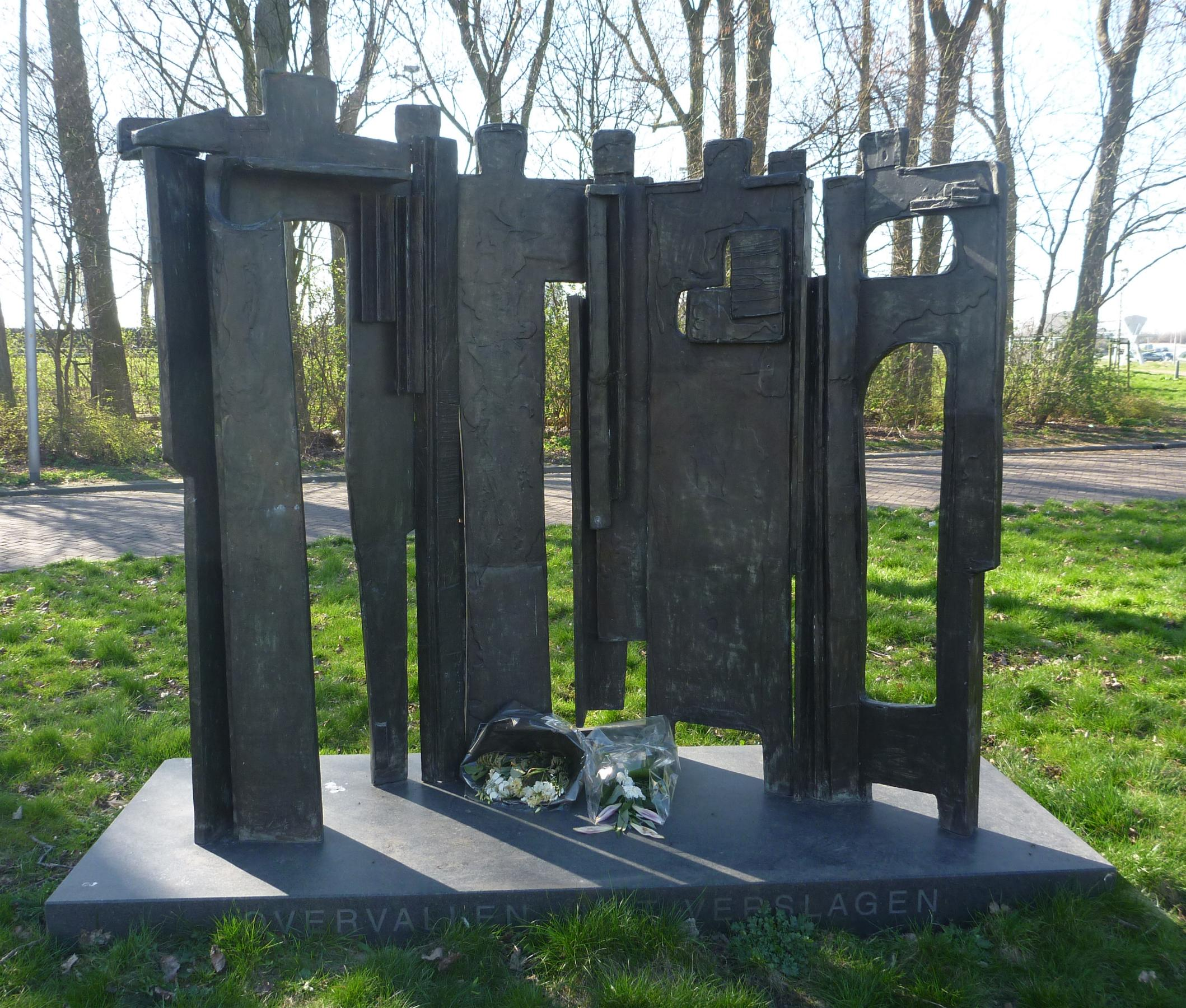
Het oorlogsmonument op het Ilsy-plantsoen

Het stationsgebouw is een rijksmonument. Het heeft van 1994 tot 2010 dienstgedaan als projectbureau en informatiecentrum voor nieuwe bewoners van de Vinexwijk Ypenburg, die op het terrein van de voormalige vliegbasis werd gebouwd.
In 2011 werd met de restauratie begonnen, gedeeltelijk gefinancierd door de Rijksdienst voor het Cultureel Erfgoed en de gemeente Den Haag, en in 2013 was deze voltooid. De toren, die alleen met een buitentrap te bereiken was, heeft weer een binnentrap gekregen. Het luchthavencomplex was tijdens de Open Monumentendagen van 2012, 2014 , 2016 en 2017 te bezichtigen.
Voor het stationsgebouw is op het Ilsy-plantsoen een oorlogsmonument geplaatst ter nagedachtenis van de gevallenen bij de verdediging van het vliegveld.

### Bereikbaarheid
Vanaf 1936 was het vliegveld bereikbaar met buslijn Dienst Ypenburg, later buslijn Y. Deze reed vanaf de Hoornbrug, alwaar je met tramlijn I - 1 kon komen. Tussen 1939 en 1947 reed er geen bus vanwege de oorlog. In 1955 werd dit lijn 31. In 1966 werd lijn 31 vernummerd in 21. De frequentie ging steeds meer terug; uiteindelijk bleef er één rit heen en één rit terug over, alléén op doordeweekse dagen ook nog. In 1997 werd lijn 21 overgenomen door de nieuwe buslijn 15 naar de nieuwe woonwijk in aanbouw. In 2002 werd deze lijn "vertramd". Tramlijn 15 is de allereerste tramlijn in dat gebied.